# Angel Archipelago
Angel Archipelago är Johan Hedins debutalbum som soloartist, utgivet 1998.

## Låtlista
1. "Kusten" - 4:15
2. "Skär" - 3:02
3. "Fält" - 3:28
4. "Bränt land" - 5:16
5. "Staden" - 4:42
6. "Öppet hav" - 4:11
7. "Angel Archipelago" - 10:38
8. "Stenen" - 4:39
9. "Frid" - 4:56
10. "Vita märrn" - 3:13
11. "Tu" - 5:52
12. "Night of Jealousy" (bonuslåt på senare utgåvor)[2]

## Mottagande
Allmusic.com gav skivan 3/5.